# Srní
Srní (německy Rehberg) je obec v okrese Klatovy, kraj Plzeňský. Nachází se v Národním parku Šumava. Žije zde 256 obyvatel.

## Historie
Srní je poměrně mladá horská obec, kterou založil majitel panství Stodůlky baron Schmiedel pro dřevaře v roce 1727 a podle hojného výskytu srnčí zvěře ji pojmenoval Rehberg (česky Srnčí hora). Ani před tím zde však nebylo pusto. Několik zarostlých hald v blízkém okolí svědčí o tom, že se tu v minulosti těžilo zlato. Pro hornickou minulost hovoří i pozlacený orel, který býval umístěn na špičce věže zdejšího kostela. Postupně se osada rozrostla na rozsáhlou farní obec, v níž na počátku 20. století žilo 300 téměř výhradně německých obyvatel. Původně v obci sídlili též německy mluvící strážci českých hranic – Králováci. V roce 1788 byl postaven kostelík a v letech 1804 až 1805 na jeho místě kostel Nejsvětější Trojice. Je to jednolodní, slohově nevýrazná stavba s hranolovou věží, na návětrné straně krytá šindelem. V roce 1818 byla v Srní umístěna jedna z prvních meteorologických stanic a fungovala zde do roku 1845. K zajímavostem v Srní patřil mlýn s pilou, který pracoval do roku 1949. Na malém hřbitově jsou pochováni někteří příbuzní Karla Klostermanna a postavy z jeho děl.

## Hospodářství a turismus
Dnes je Srní hlavně rekreační obec uprostřed Národního parku Šumava s řadou původních stavení horského typu. V obci a přilehlém okolí je přes 1000 lůžek, největším ubytovatelem je hotel Srní.
Národní park Šumava má v Srní návštěvnické centrum. U tohoto centra je rozsáhlé parkoviště a dětské hřiště. Venkovní součástí návštěvnického centra je vlčí výběh s vyhlídkovou lávkou.
Při silnici směr Prášily se asi 1 km od Srní nachází stará dřevorubecká osada Mechov (německy Mosau).

## Pamětihodnosti
- Kostel Nejsvětější Trojice z let 1804–1805, na místě dřevěného kostelíka z roku 1788. Na bočním oltáři byla umístěna dřevěná socha Panny Marie Lurdské ze zničené Hauswaldské kaple. U kostela býval hřbitov, který byl v roce 1984 zrušen. Na jeho místě byl zřízen vzpomínkový park se Stolem smíření a pamětní deskou s nápisem Karel Klostermann – apoštol smíření mezi Čechy a Němci
- Památkově chráněné domy čp. 8, 9 a 24
- Kramlův mlýn čp. 34
- Truhlářský mlýn čp. 72
- Vodní elektrárna Čeňkova Pila
- Malá vodní elektrárna Vydra
- Přírodní památka Povydří
- Památné stromy:
  - Dub u Vomáčků
  - Javor klen u Nového Sedla I.
  - Javor klen u Nového Sedla II.
  - Kleny na Novém Sedle
  - Lípy na Srní

## Části obce
- Srní (k. ú. Srní a Horky u Srní)
- Vchynice-Tetov I (i název k. ú. )

Od 1. ledna 1980 do 23. listopadu 1990 k obci patřila i Filipova Huť.